# Saint-Franc
Saint-Franc é uma comuna francesa na região administrativa de Auvérnia-Ródano-Alpes, no departamento de Saboia. Estende-se por uma área de 7,25 km². Em 2010 a comuna tinha 177 habitantes (densidade: 24,4 hab./km²).